# Kirtana
La kirtana  (en tamoul : கீர்த்தனை) est une partie du râgam dans la musique carnatique. Il s'agit d'un chant représentant des scènes védiques (notamment des Purânas). Contrairement aux kritis, les paroles sont plus importantes que la mélodie, car elles délivrent la bhakti (« dévotion » en sanskrit). 
Comme les kritis, les kirtanas sont structurées sous la forme pallavi, anupallavi, charanam. Il existe néanmoins des kirtanas sans anupallavi, et même avec plusieurs charanams. Dans ce dernier cas, la mélodie sera la même pour chacun.
Les kirtanas sont chantées sur le mode de râgaâs connus, tels que Mohanam, Mayamavalagowla ou Shankarabharanam, et aux rythmes ou tâlas les plus faciles, comme Adi et Rupaka. Mais une personne qui ne connaît pas la musique carnatique peut les chanter. Le plus souvent, elles sont chantées au SamaGraham (ou SamaEduppu). Les sangathis (variations possibles à chanter pour un petit passage de la chanson) sont rares. Elles peuvent même êtres chantées à plusieurs.
Bien des compositeurs ont créé des kirtanas : Muthuthandavar, Arunachalakaviraayar, Thalappaakkam Annamarcharya, Gopala Krishna Bharathiyar, Neelakanda Sivan, Paapanaasam Sivan, Vedanayagam Pillai, Periyasaamy Thooran, Ramalinga adikal, Thyagaraja swamikal, Bhatrachala Ramadhasar, Kavikunjara Bharathi, etc.